# ماری الن تریسی
ماری الن تریسی (انگلیسی: Mary Ellen Tracy; ۱۹۴۳ (۸۱–۸۲ سال) نویسنده، بازیگر اهل ایالات متحده آمریکا بود.